# Свети Атанасий (Негорци)
Вижте пояснителната страница за други значения на Свети Атанасий.
„Свети Атанасий Велики“ (на македонска литературна норма: „Свети Атанасиј Велики“) е възрожденска православна църква в гевгелийското село Негорци, югоизточната част на Северна Македония. Част е от Повардарската епархия на Македонската православна църква.
Църквата е изградена в XIX век от неизвестен майстор и цялостно обновена в 1996 година. Изписана е, но зографът също не е известен. Представлява трикорабна сграда, с равни дървени тавани. Средният кораб е по-висок от двата странични кораба. Покривната конструкция е двускатна, подпряна на осем колони в два реда, по четири стълба в южния и западния край на наоса. На тавана на централния кораб има хубава декорация, с квадратни полета и фреска на Исус Христос Вседържител. Към западната страна е припратата, която е отделена от наоса, а на източната страна църквата завършва с полукръгла олтарна апсида с декоративни ниши. В припратата са разположени няколко важни икони и запазено крило от царските двери от XIX век.